# 狭叶铁草鞋
狭叶铁草鞋（学名：Hoya pottsii var. angustifolia）为夹竹桃科球兰属铁草鞋的变种，为中国的特有植物。分布在中国大陆的广东、广西、云南等地，多生长在山地密林中和树上，目前尚未由人工引种栽培。